# 芦川淳一
芦川 淳一（あしかわ じゅんいち、1953年7月7日 - ）は、日本の小説家。日本推理作家協会会員。日本文芸家クラブ会員。亀﨑（亀崎）淳一の名義の作品もある。

## 略歴
東京都生まれ。豊島区立西巣鴨小学校卒業。豊島区立大塚中学校（現・巣鴨北中学校）卒業。東京都立北園高等学校卒業。早稲田大学第一文学部卒業。出版社漫画雑誌編集部を経て、小説家に。

## 著作（単著のみ）
- 少女探偵はアイドルの味方 1990-6（コアラブックス）

- 初恋は誘拐事件のはじまり 1990-12（ポプラ社文庫）

怪盗は美少年がお好き!? 1991-7（ポプラ社文庫）
ねむり姫はナゾの美少女!? 1992-9（ポプラ社文庫）
- 包丁浪人2006-6（ワンツーマガジン社）

- 喧嘩長屋のひなた侍-似づら絵師事件帖 2007-5（双葉文庫）

蝮の十蔵百面相-似づら絵師事件帖 2007-9（双葉文庫）
人斬り左近-似づら絵師事件帖 2007-12（双葉文庫）
影の用心棒-似づら絵師事件帖 2008-3（双葉文庫）
果たし合い-似づら絵師事件帖 2008-6（双葉文庫）
- 魔除け印籠-福豆ざむらい事件帖 2007-9（学研M文庫）

春雨の桜花-福豆ざむらい事件帖 2008-4（学研M文庫）
- 若竹ざむらい-おいらか俊作江戸綴り 2008-10（双葉文庫）

猫の匂いのする侍-おいらか俊作江戸綴り 2009-2（双葉文庫）
惜別の剣-おいらか俊作江戸綴り 2009-6（双葉文庫）
形見酒-おいらか俊作江戸綴り 2009-10（双葉文庫）
雪消水-おいらか俊作江戸綴り 2010-2（双葉文庫）
- のっこり万平十手捌き 2009-11（PHP文庫）

- 三匹の仇討ち 2009-12（ベスト時代文庫）

- 皐月の空-うつけ与力事件帖 2009-5（学研M文庫）

娘の敵討ち-うけつ与力事件帖 2010-2（学研M文庫）
初恋のゆくえ-うつけ与力事件帖 2010-11（学研M文庫）
身代わり娘-うけつ与力事件帖 2011-10（学研M文庫）
- ぞろっぺ侍-朝露の楽多郎 2009-7（徳間文庫）

流され侍-朝露の楽多郎 2009-8（徳間文庫）
居残り侍-朝露の楽多郎 2009-9（徳間文庫）
- からけつ用心棒-曲斬り陣九郎 2010-4（祥伝社文庫）

お助け長屋-曲斬り陣九郎 2010-10（祥伝社文庫）
夜叉むすめ-曲斬り陣九郎 2011-9（祥伝社文庫）
花舞いの剣-曲斬り陣九郎 2012-6（祥伝社文庫）
- 恋の風鈴-ご隠居用心棒 2010-8（徳間文庫）

娘の面影-ご隠居用心棒 2011-2（徳間文庫）
- 慟哭の剣-用心棒桐之助・人情お助け稼業 2010-8（光文社文庫）

夜の凶刃-用心棒桐之助・人情お助け稼業 2011-4（光文社文庫）
- 盗人旗本-剣四郎影働き 2010-9（双葉文庫）

黒猫の仇討ち-剣四郎影働き 2011-1（双葉文庫）
白面の剣客-剣四郎影働き 2011-8（双葉文庫）
姫さま消失-剣四郎影働き 2012-2（双葉文庫）
- 兄妹十手江戸つづり 2011-6ハルキ文庫）

縁談つぶし-兄妹十手江戸つづり 2012-4（ハルキ文庫）
猫目の賊-兄妹十手江戸つづり 2012-8（ハルキ文庫）
- 美男ざむらい事件帖 2012-1（徳間文庫）

- 宵待ち同心三九郎 2012-6（学研M文庫）

月夜の椿事-宵待ち同心三九郎 2012-11（学研M文庫）
春雷の桜ばな-宵待ち同心三九郎 2013-5（学研M文庫）
- 読売屋用心棒 2013-7（祥伝社文庫）

- はぐれ用心棒 仕置剣 2013-8（コスミック・時代文庫）

- 包丁浪人 2012-1（光文社文庫）

卵とじの縁-包丁浪人(二) 2012-10 (光文社文庫)
仇討献立－包丁浪人（三）2013-3（光文社文庫）
淡雪の小舟－包丁浪人（四）2014-2（光文社文庫）
- 姉は幽霊－同心七之助ふたり捕物帳 2013-9（ハルキ文庫）

お助け幽霊－同心七之助ふたり捕物帳 2014-3（ハルキ文庫）
迷い路－同心七之助ふたり捕物帳 2014-8（ハルキ文庫）
花かんざし－同心七之助ふたり捕物帳 2014-12（ハルキ文庫）
虹の別れ－同心七之助ふたり捕物帳 2015-4（ハルキ文庫）
- 怪盗ましら小僧 2014-5 (宝島社文庫)

- 旗本風来坊 2015-2（コスミック・時代文庫)

いのち千両－旗本風来坊 2015-7（コスミック・時代文庫）
助太刀始末－旗本風来坊 2016-4（コスミック・時代文庫）